# Steamboat Springs
Steamboat Springs egy város az USA-ban, Colorado államban, Routt megye központja. Lakosainak száma 13 224 fő (2020. április 1.).

## Népesség
A település népességének változása:

| 2010 | 12 088 |
| 2020 | 13 224 |